# 898 TCN
898 TCN là một năm trong lịch La Mã.